# Boyacá, Boyacá
Boyacá là một thị xã và đô thị thuộc Boyacá Department, Colombia, thuộc phân vùng Márquez.